# صم 41
صم 41 (بالإنجليزية: SUM41) هي فرقة روك من اياكسajax أونتاريو في كنداOntario ]] وهي تعمل منذ 1996 والأعضاء الحاليون هم ديريك ويبلى Deryck Whibley (يودى الغناء ولاعب الجيتار) وجيسون ماك كاسلينJason McCaslin (عميق الجيتار، مدعم الغناء) وستيف جوكز Steve Jocz (لاعب درامز، مدعم غناء)، وتوم ثاكر Tom Thacker (يؤدي الجيتار، بدعم غناء، لوحة المفاتيح للارغ).صم41 Sum41 وباعت أكثر من 4 ملايين البوم في جميع أنحاء العالم.
في عام 1999، وقعت الفرقة تعاقد دولي مع الجزيرة للتسجيلات. ومنذ ذلك الحين، أصدرت فرقة اربعه البومات الاستوديو، وجميعها كانت موثقه البلاتين في كندا. من أنجح ألبوماتهم حتى الآن قاتل بدون حشو، والذي هو معتمد 3x البلاتين في كندا والبلاتين في الولايات المتحدة.  وكان يذكى الالبوم ب فردىSingle "الشفاه السمينه Fat Lip"، التي وصلت إلى المرتبة الأولى على لوحة على جدول الروك الحديث، مما جعلها واحده من الفرق الأكثر نجاحا. ثاني فرديه من الألبوم، "في الاعمق"، بلغت رقم - عشرة على جدول الروك الحديث.
الفرقة تقوم بعمل أداء في كثير من الأحيان أكثر من 300 مرة سنويا، وتقوم بعمل جولات عالميه طويلة، ومعظمها كان في السنة الأخيرة الماضية. وقد رشح لسبعة جوائز جونوJuno وفاز مرتين (المجموعة للسنة في عام 2002 ألبوم الروك من السنة لتشكChuck  في عام 2005). كما أنها قد رشح لثلاث جوائز موسيقيه كنديه مستقله مختلفه: ففي عام 2004، فإنها حصلت على جائزة ودي Woodie Award «ودي الجيد (الاثر الاجتماعى الاعظم)». كما أنهم تم ترشيحهم أيضا إلى كيرانجKerrangفي عام 2003 حصلوا على جائزة «أفضل اداء حى».

## الروابط الخارجية
- صم 41 على موقع IMDb (الإنجليزية)
- صم 41 على موقع ميوزك برينز (الإنجليزية)
- صم 41 على موقع رولينغ ستون (الإنجليزية)
- صم 41 على موقع أول ميوزيك (الإنجليزية)
- صم 41 على موقع ديسكوغز (الإنجليزية)
- الموقع الرسمي